# Друэ, Жан-Батист
Жан-Бати́ст Друэ́ (фр. Jean-Baptiste Drouet; 8 января 1763 года, Сент-Мену — 10 апреля 1824 года, Макон) — французский политик времен Революции и Империи, наиболее известный своей ключевой ролью в аресте короля Людовика XVI и его семьи во время Бегства в Варенн.

## Биография
Сын торговца дровами. Был почтмейстером в Сент-Мену, узнал по портрету, напечатанному на ассигнатах и указал на бежавшего из Парижа Людовика XVI.
24 июня Друэ прибыл в столицу, и Законодательное собрание пригласило его рассказать о событиях в Варенне. В следующем месяце Законодательное собрание предложило вознаграждение в размере 30 000 ливров за его службу, от которых он отказался, вместо этого запросив должность в Национальной жандармерии своего департамента Марны в ноябре 1791 года. Он был избран депутатом от Марны в Национальный конвент в сентябре 1792 года, где он сидел с радикальными монтаньярами, и позже работал в Комитете общественного спасения.
В 1793 году он проголосовал за казнь Людовика XVI, яростно выступал против жирондистов, а в июле предложил изгнать всех не натурализированных британских спекулянтов и биржевых спекулянтов, проживающих во Франции. Отправленный в качестве представителя с миссией в Северную армию в 1793 году, Друэ был захвачен австрийцами во время осады Мобежа и заключен в тюрьму в замке Спилберг в Брно, Южная Моравия. В июле 1794 года он попытался сбежать из одного из окон замка, но потерпел неудачу. Он вернулся во Францию в декабре 1795 года, обменянный с другими французскими революционерами и военными на Марию Терезу, дочь Людовика XVI.
Затем Друэ стал членом Совета пятисот Директории. В 1796 году он был обвинен в причастности к Заговору равных Бабёфа и заключен в тюрьму, но вскоре совершил побег, отправившись сначала в Швейцарию, а оттуда на Канарские острова, где принял участие в успешном сопротивлении нападению Горацио Нельсона на Тенерифе в 1797 году, а позже посетил Индию. Он вернулся во Францию после того, как был оправдан.
В Первой империи Друэ был назначен императором Наполеоном суб-префектом Сент-Мену и 7 августа 1807 года стал членом ордена Почетного легиона. Награждая Друэ орденом, Наполеон сказал ему: «Монсеньор Друэ, вы изменили лицо мира». Он был депутатом в Палате представителей в течение Ста дней, но с Реставрацией Бурбонов был сослан в январе 1816 года, будучи признанным цареубийцей. Однако вскоре он тайно вернулся и поселился в Маконе под фамилией «Мерже», скрывая свою личность до своей смерти 11 апреля 1824 г.